# Pierre Deyris
Pierre Deyris né le 30 octobre 1875 à Tartas (Landes) et mort le 4 novembre 1957 à Capbreton (Landes), est un homme politique français.

## Biographie
Pierre Joseph Dominique Deyris est le fils de Pierre Louis Deyris, négociant. Entré dans l'administration des finances en 1896, il la termine avec le grade de Trésorier-payeur général. Il est député des Landes de 1914 à 1936, siégeant d'abord comme non-inscrit, puis comme radical. Maire de Tartas, il est conseiller général et président du conseil général.

## Sources
1. ↑  « Acte de naissance », sur Archives des Landes, p. 120

- « Pierre Deyris », dans le Dictionnaire des parlementaires français (1889-1940), sous la direction de Jean Jolly, PUF, 1960 [détail de l’édition]